# Kepa Junkera
Kepa Junkera (Bilbao, 1965) és un músic i compositor basc de música tradicional. És un mestre de la trikitixa, l'acordió diatònic.

## Discografia
- 1986 Infernuko Auspoa (amb Zabaleta i Motriku)
- 1990 Triki Up (amb Zabaleta i Imanol)
- 1991 Trikitixa Zoom
- 1993 Trans-Europe Diatonique (amb John Kirkpatrick i Riccardo Tesi)
- 1994 Kalejira Al-buk
- 1995 Lau Eskutara (amb Julio Pereira)
- 1996 Leonen Orroak (amb Ibon Koteron)
- 1998 Bilbao 00:00h
- 2000 Tricky!
- 2001 Maren
- 2003 K
- 2004 Athletic Bihotzez
- 2006 Hiri
- 2008 Etxea
- 2009 Fandango Provença Sessions
- 2009 Kalea
- 2010 Habana Sessions
- 2010 Beti Bizi
- 2010 Herria
- 2011 Ultramarinos & Coloniales
- 2011 Ipar Haizea (amb l'Orquestra Simfònica d'Euskadi)
- 2013 Galiza
- 2014 Trikitixaren historia txiki bat (amb Sorginak)
- 2016 Maletak (amb Sorginak)
- 2017 Enllà (amb Josep Maria Ribelles)
- 2017 手 (Te), de Samurai Accordion (David Munnelly, Simone Bottasso, Markku Lepistö, Riccardo Tesi i Kepa Junkera)
- 2017 Fok, una immersió en el folklore dels Països Catalans